# Tamines
Tamines is een dorp in de Belgische provincie Namen en een deelgemeente van Sambreville. Het dorp ligt in een meander van de Samber.

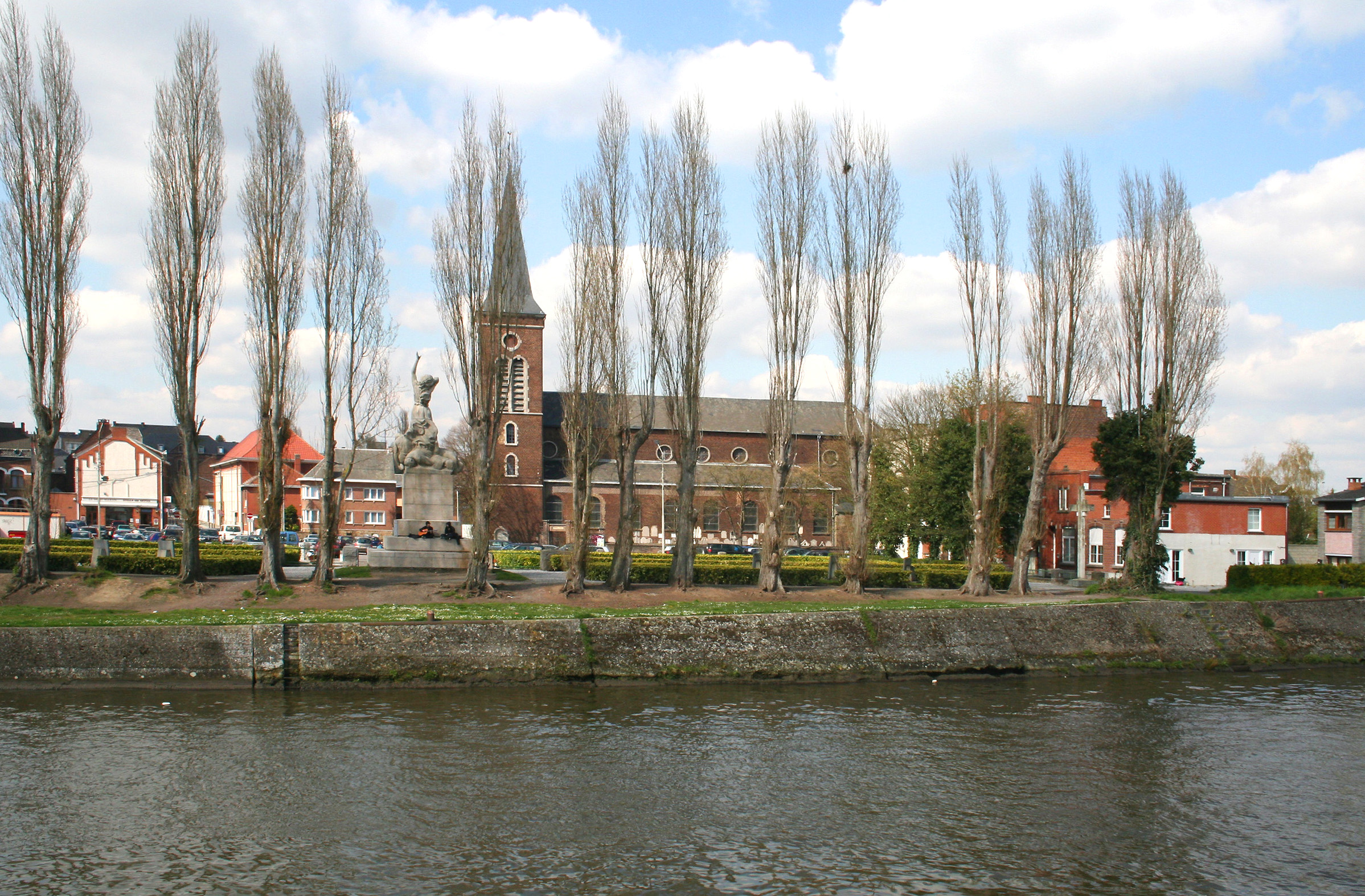
Dorpscentrum van Tamines

## Geschiedenis
Tijdens de Eerste Wereldoorlog, op 21 augustus en 22 augustus 1914, werden in Tamines 383 burgers gedood door Duitse militairen. De meesten werden gefusilleerd; 40 burgers werden verdronken. Onder de slachtoffers bevonden zich 40 personen jonger dan 21 jaar. Bovendien werden 240 huizen afgebrand door het Duitse leger. Door deze wreedheden tegen haar burgerbevolking behoort Tamines tot de zeven Belgische martelaarsteden.
Een replica uit 1951 van een groot monument, op de plaats waar de fusillades plaatsvonden, herinnert aan deze slachtoffers. Het oorspronkelijke monument dateert uit 1926, en werd in 1940 door een nieuwe Duitse bezetter opgeblazen. Daarnaast is er een collectieve begraafplaats van de slachtoffers, aan weerskanten van de nabijgelegen kerk.
Bij de gemeentelijke herindeling van 1977 werd Tamines een deelgemeente van Sambreville.

## Demografische ontwikkeling
- Bronnen:NIS, Opm:1831 tot en met 1970=volkstellingen, 1976= inwoneraantal op 31 december

## Bezienswaardigheden
- De Eglise Saint-Martin
- De "Tour Carrée", een oude toren die teruggaat tot de 15de eeuw
- In 2018 kreeg tekenaar Lambil bekend van De Blauwbloezen een standbeeld in zijn geboortedorp, het Belgische Tamines

## Politiek
Tamines had een eigen gemeentebestuur en burgemeester tot de fusie van 1977. De laatste burgemeester was André Mathelart.

## Verkeer
De belangrijkste verkeersaders lopen, net als de rivier de Samber, tussen Charleroi en Namen. In het noorden loopt de N90 tussen beide steden. In het dorpscentrum ligt het station van Tamines, op de spoorlijn 130.
Deelgemeenten: Arsimont · Auvelais · Falisolle · Keumiée · Moignelée · Tamines · Velaine

Belgische gemeenten · Arrondissement Namen · Namen · Wallonië